# タウラント・セフジナイ
タウラント・セフジナイ（Taulant Sefgjinaj 、1986年7月21日 - ）は、アルバニア・ラチ出身の元プロサッカー選手。現役時代のポジションは、ディフェンダー（レフトバック）。

## タイトル
KFラチ
- アルバニア・カップ (2): 2012-13, 2014-15